# Auguste Mollard
Auguste Mollard (Franciaország, Chamonix-Mont-Blanc, 1903. – ?) francia jégkorongozó.
Játszott az 1931-es jégkorong-világbajnokságon. Öt mérkőzésen lépett jégre és pontot nem szerzett. A 9. helyen végeztek.
Klubcsapatával a Chamonix Hockey Clubbal többszörös francia bajnok volt.